# Метод обобщений (математика)
Метод обобщений (математика) — метод математического творчества, в котором в процессе формирования математического понятия более широкого объёма отбрасываются все второстепенные данные и акцентируется внимание на основных фактах. Этот метод 
играет важную роль в построении новых теорий, в разработке новых понятий, положений, доказательств. В результате абстрагирования и обобщений разработаны теория групп, теория булевых алгебр, теория меры и интеграла, теория линейных пространств, спектральная теория операторов. Также с его помощью установлены понятия линии, мощности множества, функции, метрического или топологического пространства, функции от матрицы.

## Основные способы обобщения
- По аналогии. Вводится понятие кватернионов как упорядоченных пар комплексных чисел и чисел Кэли как упорядоченных пар кватернионов. Также обобщаются тригонометрические функции, определяются тригонометрические функции на матрицах, ряды Фурье по неортогональным системам[1].
- Замена определения. Используется при определении касательной к кривой, меры Лебега на кольце без единицы, классификации спектра в алгебрах[1].
- Введение параметров. Вводятся различные аналоги комплексных чисел[1].
- Изменение доказательства.